# Кезель-Хесар (Альборз)
Кезе́ль-Хеса́р (перс. قزل حصار‎) — село на севере Ирана, в остане Альборз. Входит в состав шахрестана Кередж. Является частью дехестана (сельского округа) Мохаммедабад бахша Меркези.

## География
Село находится в юго-восточной части Альборза, к югу от хребта Эльбурс, на расстоянии менее одного километра к западу от Кереджа, административного центра провинции. Абсолютная высота — 1276 метров над уровнем моря.

## Население
По данным переписи 2006 года население села составляло 807 человек (423 мужчины и 384 женщины). В Кезель-Хесаре насчитывалось 208 семей. Уровень грамотности населения составлял 81,29 %. Уровень грамотности среди мужчин составлял 83,92 %, среди женщин — 78,39 %.

## Тюрьма Кезель-Хесар
Вблизи населённого пункта расположена крупнейшая в Иране тюрьма, в которой, по данным на 2011 год, содержалось около 20 000 заключённых.